# پشت‌آتشی لوزون
پشت‌آتشی لوزون (نام علمی: Chrysocolaptes haematribon) نام یک گونه از سرده پشت‌آتشی‌های خاوری‌تر است.